# Caméléon (nouvelle)
Pour les articles homonymes, voir Caméléon (homonymie).
Caméléon (Хамелеон) est une nouvelle d'Anton Tchekhov publiée en 1884.

## Historique
Caméléon est initialement publié dans la revue russe Les Éclats, no 36, du 8 septembre 1884, signé A.Tchékhonté. 

## Résumé
L’inspecteur de police Otchoumélov traverse la rue quand il est alerté par des cris. Le joailler Khrioukine poursuit un chien qui l’aurait mordu. Otchoumélov questionne les témoins : à qui est le chien? Faut-il l’abattre et dresser un procès-verbal au propriétaire ?
Un témoin rapporte que le chien appartient au général Jigalov : cela change tout. Khrioukine sent le vent tourner et affirme que le chien n’est pas au général : c’est un chien errant. Otchoumélov hésite. Par chance, Prokhor, le cuisinier du général qui passait par là, confirme que le chien n’est pas au général. Otchoumélov annonce qu’il va l’abattre, mais Prokhov d'annoncer qu’il est au frère du général.
Otchoumélov rend le chien à Prokhov et menace Khrioukine : « Je t’aurai, t’en fais pas ».

## Édition française
- Caméléon, traduit par Madeleine Durand et André Radiguet (révisé par Lily Denis), in Œuvres I, Paris, Éditions Gallimard, coll. « Bibliothèque de la Pléiade » no 197, 1968  (ISBN 978-2-07-0105-49-6).